# Antonio Sefer
Antonio Sefer (Galați, 22 aprile 2000) è un calciatore rumeno, centrocampista del Maccabi Bnei Reineh.

## Caratteristiche tecniche
È un centrocampista offensivo.

## Carriera

### Club
Cresciuto nel settore giovanile dell'Oțelul Galați, debutta in prima squadra il 29 agosto 2015 in occasione dell'incontro di Liga II vinto 3-0 contro l'Acad. Clinceni; rimasto svincolato nel 2016, nel 2017 entra a far parte del settore giovanile del Groningen dove rimane per un biennio.
Nel 2019 fa ritorno in patria firmando con il Rapid Bucarest.

### Nazionale
Ha giocato nelle nazionali giovanili rumene Under-17 ed Under-19.
Nel 2021 viene convocato dalla nazionale olimpica per prendere parte alle Olimpiadi di Tokyo. Debutta il 22 luglio in occasione dell'incontro contro l'Honduras.
Nel 2022 ha esordito nella nazionale maggiore.

## Statistiche
Statistiche aggiornate al 22 luglio 2021.

### Presenze e reti nei club
| Stagione        | Squadra         | Campionato      | Campionato | Campionato | Coppe nazionali | Coppe nazionali | Coppe nazionali | Coppe continentali | Coppe continentali | Coppe continentali | Altre coppe | Altre coppe | Altre coppe | Totale | Totale | Totale |
| Stagione        | Squadra         | Comp            | Pres       | Reti       | Comp            | Pres            | Reti            | Comp               | Pres               | Reti               | Comp        | Pres        | Reti        | Pres   | Reti   |        |
| --------------- | --------------- | --------------- | ---------- | ---------- | --------------- | --------------- | --------------- | ------------------ | ------------------ | ------------------ | ----------- | ----------- | ----------- | ------ | ------ | ------ |
| 2015-2016       | Oțelul Galați   | L2              | 14         | 1          | CR+CdL          | 0               | 0               |                    | -                  | -                  |             | -           | -           | 14     | 1      |        |
| 2019-2020       | Rapid Bucarest  | L2              | 26         | 3          | CR              | 0               | 0               |                    | -                  | -                  |             | -           | -           | 26     | 3      |        |
| 2020-2021       | Rapid Bucarest  | L2              | 30         | 5          | CR              | 0               | 0               |                    | -                  | -                  |             | -           | -           | 30     | 5      |        |
| Totale carriera | Totale carriera | Totale carriera | 70         | 9          |                 | 0               | 0               |                    | -                  | -                  |             | -           | -           | 70     | 9      |        |